# CDDA

Logo.

CDDA, eller CD-DA, står för Compact Disc Digital Audio. CDDA lanserades 1980 av Philips och Sony, och var den första typen av CD-skivor. CDDA-skivor är endast avsedda för inspelning och uppspelning av ljud.

## Bildgalleri

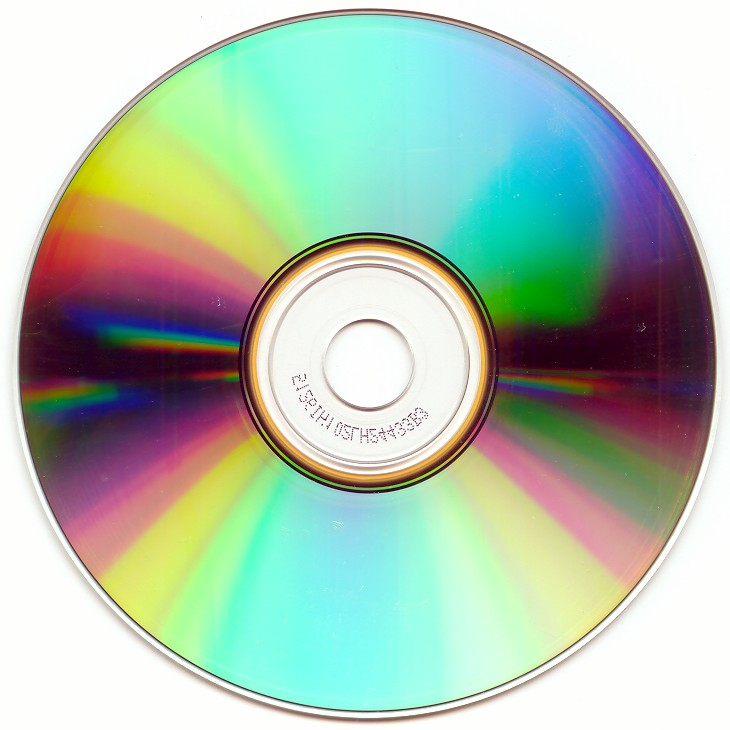
En CD-skiva
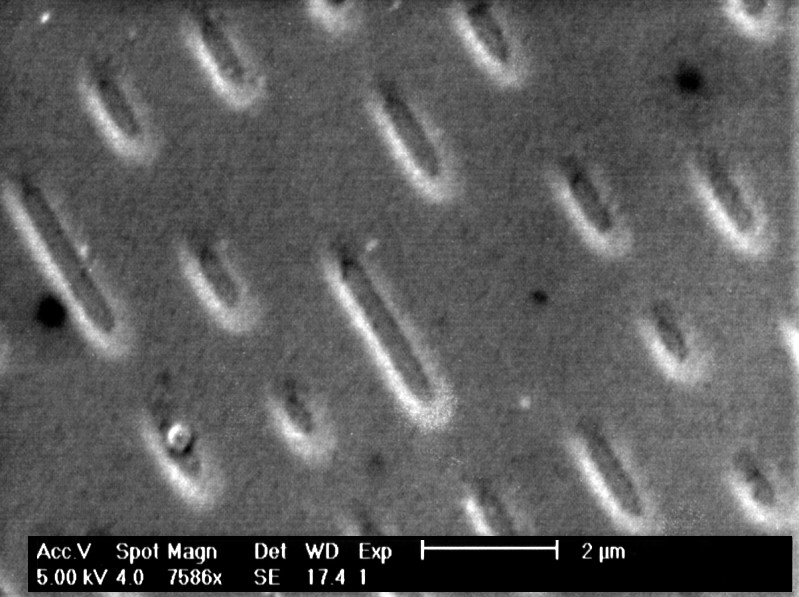
CD avbildad med elektronmikroskop
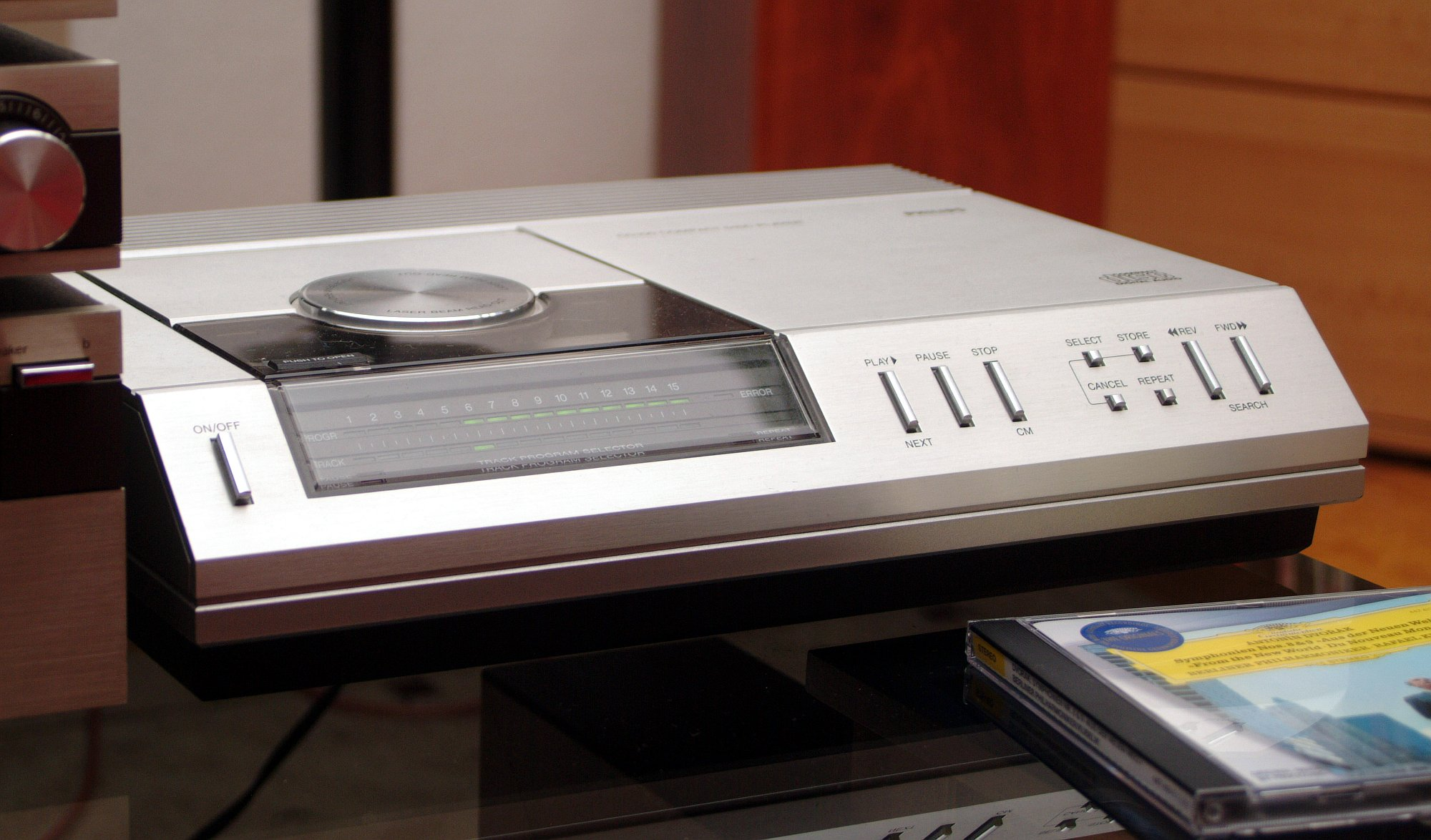
CD-spelare från år 1983